# Tokiói gáztámadás
1995-ben az Aum Sinrikjó szekta terve az volt, hogy "megtisztítsa" a világot a "Szennyezett gonosztól" (kapitalizmus). Az első szaringázos támadás még 1994 nyarán, Nagano prefektúrában követte el a csoport. A macumotói gáztámadást azonban a rendőrség még nem tudta az Aumhoz kötni és ártatlanul gyanúsítottak egy helybeli lakost.
A Tokió belvárosába tartó metrószerelvények közül ötre küldtek egy szektatagot, akik 30%-os töménységű szarint engedtek szabadon, amit előzőleg folyékony állapotban helyeztek egy légmentesen lezárható műanyagzacskóban március 20-án 8 órakor.
A merényletet végrehajtó tagok egyszerű utasként szálltak fel a metróra, arcukat orvosi sterilmaszk fedte (így védekezve a gáz ellen), míg a gyanútlan utasok azt hitték, hogy műtéten átesett emberek, akiknek a fertőzések elkerülése végett kell a maszkot viselniük. A műanyagzacskókat a merénylők újságpapírba csomagolták. Mindegyiküknél volt egy esernyő, amelynek a csúcsa fémből volt. Az újságpapírba csomagolt folyékony halmazállapotú szarinnal teli zacskókat a metrószerelvény padlójára helyezték egy alkalmas pillanatban, majd a csomagokat az esernyő segítségével átszúrták, amikor épp megálltak az egyik állomásnál. Míg a merénylők távoztak a helyszínről, a lyukas zacskókból kipárolgó szarin elterjedt a szerelvényen.
Céljuk ezzel az volt, hogy a támadással az Amerikai Egyesült Államokat vádolják, és ezzel kirobbanjon a harmadik világháború, ami "megtisztítja" a világot. Az esetnek 13 halottja és több mint 6000 sérültje volt. Az ügy miatt a szekta vezetőjét és a terv kiötlőjét, Asaharát, valamint további hat elkövetőt felakasztottak 2018-ban.
A támadást túlélt áldozatok napjainkban is viselik a szarin okozta sérülések hatását. Rengetegen különféle szembetegségekkel küzdenek.